# プーラナ・カッサパ
プーラナ・カッサパ（パーリ語：Pūrana Kassapa、漢訳音写：不蘭那（不蘭）迦葉）は、インドの道徳否定論者で、六師外道の一人。

## 略歴
迦葉（カッサパ）姓は古代インドのバラモンの姓名で、また母方の姓名で、飲光（おんこう、いんこう）と訳す。不蘭（プーラナ）は彼の実名で、満（まん）と訳す。
奴隷の子として生まれたが、のちに逃亡して裸の行者になったともいう。
南伝Dhammapada Atthakatha III.p.208には、釈迦が舎衛城で神変力を示して、外道をことごとく打ち破ったが、プーラナ・カッサパはその外護者の与えた壷（kuta）と綱（yottam）を取って川に身を投じて自殺したと伝えている。また『有部破僧事』10には、舎利弗と目連が地獄に彼を訪ねたとある。

## 思想
霊魂の不生不滅を説いて、人間はどんな行為をしても善にも悪にならないとして、因縁や業を否定し無道徳を説いた。自ら行為をなし、他をして行為をなさしめ、手足を切断し、また切断せしめ、罰し罰せしめ、苦しめ苦しましめ、戦慄させ戦慄せしめ、殺し盗み、追剥をなしても悪をおこなったことにはならず、祭祀や慈善を行っても善をなしたことにはならない。また善悪の行為の報いもないという見解（空見、くうけん）を持っていた。仏教ではこれは「邪見」とみなした。
その哲学上の立場をアキリヤヴァーダ akiriyavâda （非業論）と称する。人には永遠の魂があり、たとえ人が死んでも魂がなくなることはない、したがって、行為自体は魂に影響を与えず、どのような行為をとってしまったとしても魂は永久に存在し続けることを、道徳無用論のかたちで主張した。